# ثقبيات الأنف
ثقبيات الأنف أو عديمات الأرجل الذيلة الاستوائية الحديثة أو عديمات الأرجل الذيلة الأمريكية أو عديمات الأرجل المنقارية (الاسم العلمي: Rhinatrematidae)، فصيلة زواحف من عديمات الأرجل توجد في أمريكا الجنوبية الاستوائية.